# 学習院桜友会
学習院桜友会（がくしゅういんおうゆうかい）とは、旧制学習院時代から続く学習院の同窓会組織である。なお、「桜友会」を標榜する法人団体は国内に複数存在するが本項との関連性はない。

## 沿革
- 1900年（明治33年）　「学習院同窓会」発足
- 1920年（大正9年）　「学習院同窓会」を桜友会に改組
- 2011年（平成23年）　「桜友会」を改組、一般社団法人「学習院桜友会」設立
- 2021年（令和3年）　桜友会創立百周年を迎える

## 歴代会長
- 初代　東久世昌枝
  - 会長代行　松平忠晃
- 2代　内藤頼博
- 3代　秋田一季
- 4代　島津久厚
  - 会長代行　黒田長榮
- 5代　賀陽治憲
- 6代　亀井泓
- 7代　内藤賴誼
- 8代　東園基政